# Paul Aloysius Kenna
 (décembre 2024).
Si vous disposez d'ouvrages ou d'articles de référence ou si vous connaissez des sites web de qualité traitant du thème abordé ici, merci de compléter l'article en donnant les références utiles à sa vérifiabilité et en les liant à la section « Notes et références ».
Pour les articles homonymes, voir Kenna (homonymie).
Paul Aloysius Kenna (né le 16 août 1862 à Liverpool - décédé le 30 août 1915) est un militaire britannique.
À 36 ans, Kenna est capitaine au 21e régiment de lanciers (Empress of India's) pendant la campagne du Soudan. Il reçoit la croix de Victoria. Il est tué lors de la bataille de Gallipoli.